# Valkyria Chronicles III
 (octobre 2018).
Si vous disposez d'ouvrages ou d'articles de référence ou si vous connaissez des sites web de qualité traitant du thème abordé ici, merci de compléter l'article en donnant les références utiles à sa vérifiabilité et en les liant à la section « Notes et références ».
Valkyria Chronicles 3 (戦場のヴァルキュリア3: Unrecorded Chronicles, Senjō no Valkyria 3: Unrecorded Chronicles) est un jeu vidéo de type tactical-RPG, co-développé par Media.Vision et Sega pour la PlayStation Portable. Le jeu sort le 27 janvier 2011 au Japon.

## Synopsis
L'histoire se déroule parallèlement au premier opus. On y suit les exploits d'une escouade d'indésirables de l’armée gallienne lors de l'invasion impériale de 1935.

## Accueil
- Famitsu : 34/40[1]
- PlayStation Official Magazine - UK : 9/10[2]